# Câmara Municipal do Recife
Câmara Municipal do Recife é o órgão legislativo do município de Recife, capital de Pernambuco. Composta por 37 vereadores, é a maior câmara municipal de Pernambuco.

## História

### Surgimento
O surgimento da Câmara Municipal está diretamente vinculado ao nascimento da própria Vila do Recife. O motivo dessa coincidência reside no fato de que as câmaras municipais representavam uma antiga instituição administrativa da Coroa Portuguesa e quando os lusitanos colonizaram o Brasil trouxeram para cá todas elas.
No momento da criação de uma nova vila, a lei determinava que se tomassem as seguintes providências: inaugurar o Pelourinho e convocar os cidadãos locais  para eleger os primeiros vereadores. O nome Pelourinho faz referência à bola que encimava a coluna de alvenaria e construída sobre um pedestal com escadaria feita de pedras. Erguido na praça principal da vila, o pelourinho era uma espécie de emblema da administração, servindo também como local de castigo aos criminosos e escravos fugidos.

### Vila do Recife
Segundo registros históricos, em 15 de fevereiro de 1710, por ordem do rei de Portugal, foi instalada a Vila do Recife e inaugurada a sua Câmara Municipal. Foram então realizadas as primeiras eleições, tendo sido eleito presidente o Juiz de Fora José Ignácio de Arouche.
Foi bastante curto o funcionamento da primeira legislatura. Em 17 de novembro de 1710, os 'nobres', como eram chamados os moradores de Olinda, invadiram a Vila do Recife, derrubaram o Pelourinho e seguiram para a Câmara Municipal, onde espancaram os vereadores, rasgaram suas roupas, tomaram os seus distintivos, prenderam-nos e declararam fechada a sede do Legislativo. Em seguida, destruíram atas e outros documentos.
Essa situação perdurou até 18 de junho de 1711, quando os recifenses rebelaram-se e enfrentaram os agressores num combate armado que se prolongou por quatro meses. Até que em 08 de outubro chegou ao Recife o novo governador de Pernambuco, Felix José Machado. Foi quando se restabeleceu a ordem, com a prisão dos chefes do movimento.
Só então, em 18 de novembro de 1711, o Pelourinho foi reconstituído, sendo instalado no pátio em frente à Igreja do Corpo Santo, hoje desaparecida. Enfim, era reaberta a Câmara Municipal.

### Casa de José Mariano
A partir de então, o Legislativo funcionou normalmente até a Proclamação da República em 1889, quando foi temporariamente suspenso, durante o governo do Marechal Deodoro da Fonseca. Com a promulgação da Constituição de 1891, acabou sendo transformado em Conselho de Intendência Municipal. Neste período, foi eleito presidente do Conselho José Mariano Carneiro da Cunha. Como Joaquim Nabuco, ele liderava as ações contra a escravidão no Brasil, iniciadas em 1884. Considerado um dos maiores políticos do seu tempo, o Conselheiro José Mariano chegou a ser o primeiro prefeito eleito do Recife, sendo que até sua época não existia essa figura na administração pública brasileira. Foi em homenagem à sua atuação parlamentar que, já na década de 40, os vereadores do Recife o elegeram Patrono da Câmara Municipal. Daí o Legislativo Municipal também ser conhecido como a “Casa de José Mariano”.
Com a estabilização do governo republicano, as câmaras municipais prosseguiram funcionando até 1930, quando foram fechadas pelo governo de Getúlio Vargas. Com a promulgação da nova Constituição em 1934, foram reabertas em todo o país, tendo a do Recife voltado a funcionar em 1936, com vida bastante curta porque, em 10 de novembro de 1937, com um novo golpe de estado promovido por Getúlio Vargas, as portas, mais uma vez, foram fechadas. Nove anos depois, com a redemocratização do país e a promulgação da Constituição de 1946, mais uma vez a autonomia municipal foi reconquistada. Com suas prerrogativas asseguradas novamente, a Câmara Municipal do Recife reiniciou os trabalhos com os vereadores eleitos para o período de 1947 a 1950.
Foi uma época atribulada, que culminou com a Lei Federal n°. 211, de 07 de janeiro de 1948, cassando o mandato de todos os parlamentares acusados de comunistas ou socialistas. Dos 31 vereadores eleitos, 12 foram cassados, entre eles Carlos Duarte, Júlia Santiago, Ramiro Justino e muitos outros. Nessa época, a Câmara funcionava no Edifício Alfredo Fernandes, situado na Av. Barbosa Lima, no Bairro do Recife. Essa rua era perpendicular à mal-afamada Rua da Guia, servindo de pretexto para muitos batizarem o prédio de 'Câmara da Rua da Guia', o que incomodava bastante os parlamentares.
Instaurado o processo de abertura política, que culminou na promulgação da Constituição de 1988, o aparato administrativo do Estado brasileiro foi reestruturado e novas atribuições foram dadas às câmaras. Em decorrência da concessão de uma maior autonomia política, coube a elas elaborarem suas Leis Orgânicas Municipais. A do Recife, criada em 1990, é um instrumento legal equivalente a uma Constituição, regendo os destinos administrativos da cidade.
Em março de 2020, a câmara realizou a primeira sessão não presencial de sua história.

## Edificação
O prédio atual onde está instalada a câmara municipal, no Parque 13 de Maio, abrigou, até 1962, a Escola Normal do Recife, que foi transferida, sob o nome de Instituto de Educação de Pernambuco (IEP), para um conjunto de edificações voltadas para o ensino, nas imediações do mesmo Parque 13 de Maio na Boa Vista. É lá onde a câmara funciona até hoje. As novas instalações foram inauguradas em 1963 nos governos de Miguel Arraes (governador de Pernambuco) e do Engenheiro Arthur Lima Cavalcanti (prefeito do Recife). A estrutura atual do legislativo municipal comporta ainda outros três anexos onde funcionam demais gabinetes e a estrutura administrativa. Ambos estão situados na Rua Monte Castelo e na Rua da União, no mesmo bairro da Boa Vista. 

## Comissões Temáticas
De acordo com o Artigo 116 do Regimento Interno as Comissões Permanentes são Órgãos técnicos da Câmara, constituídos dos próprios membros, com funções consultivo-opinativas, em caráter permanente ou transitório e destinados a proceder a estudos e emitir pareceres especializados sobre matéria sujeita á deliberação ou ação do Legislativo Municipal, sob diferentes aspectos, a realizar investigações ou à representação social da Câmara. O mandato das Comissões Permanentes é de período igual ao da Comissão Executiva, iniciando-se na primeira Sessão Legislativa e valendo-se pelo período de 2 anos. A Câmara Municipal poderá ainda possuir comissões especiais, parlamentares de inquérito (CPI's) e de representação da Câmara no qual terão todas caráter transitório e durarão o tempo necessário ao cumprimento das finalidades para que foram instituídas, dissolvendo-se após a votação, em turno final, da matéria submetida a seu estudo e pronunciamento ou á consecução do encargo delegado.

### Comissões Permanentes
Legislação e Justiça
Presidente: Rinaldo Júnior (PSB)
Finanças e Orçamento
Presidente: Samuel Salazar (MDB)
Educação, Cultura, Turismo e Esportes
Presidente: Professora Ana Lúcia (Republicanos)
Redação
Presidente: Fred Ferreira (PL)
Acessibilidade e Mobilidade Urbana
Presidente: Fabiano Ferraz (MDB)
Segurança Cidadã
Presidente: Hélio Guabiraba (PSB)
Meio Ambiente
Presidente: Júnior de Cleto (PSB)
Ética e Decoro Parlamentar
Presidente: Carlos Muniz (PSB)
Saúde
Presidente: Tadeu Calheiros (MDB)
Planejamento Urbano e Obras
Presidente: Eduardo Mota (PSB)
Direitos Humanos e Cidadania
Presidente: Natalia de Menudo (PSB)
Políticas Públicas da Juventude
Presidente: Rodrigo Coutinho (Republicanos)
Desenvolvimento Econômico
Presidente: Luiz Eustáquio (PSB)
Defesa dos Direitos da Mulher
Presidente: Cida Pedrosa (PCdoB)

## Legislatura (2025-2028)

### Vereadores
| Nome                                                        | Partido      | Votos  | Observações   |
| ----------------------------------------------------------- | ------------ | ------ | ------------- |
| Romero Jatobá Cavalcanti Neto (Romerinho Jatobá)            | PSB          | 20.264 |               |
| Gilson Machado Filho                                        | PL           | 16.095 |               |
| Aderaldo de Oliveira Florêncio (Aderaldo Pinto)             | PSB          | 15.793 |               |
| Andreza Bandeira Ferreira De Oliveira Melo (Andreza Romero) | PSB          | 15.785 | Licenciou-se. |
| Natalia Rayane Couto Barbosa (Natalia de Menudo)            | PSB          | 15.198 |               |
| Rafael Acioli Medeiros (Eriberto Rafael)                    | PSB          | 14.867 |               |
| Liana Cristina da Costa Cirne                               | PT           | 14.810 |               |
| Luiz Felipe Câmara de Oliveira Pontes (Felipe Francismar)   | PSB          | 13.850 |               |
| Carlos Eduardo Muniz Pacheco                                | PSB          | 13.400 |               |
| Samuel Rodrigues dos Santos Salazar                         | MDB          | 13.348 |               |
| Rinaldo Alves de Lima Junior                                | PSB          | 12.664 |               |
| Marco Aurélio de Medeiros Lima II (Marco Aurélio Filho)     | PV           | 12.424 | Licenciou-se. |
| Rubem Rodrigues da Silva (Agora é Rubem)                    | PSB          | 12.240 |               |
| Davi Bernardo Muniz                                         | PSD          | 11.946 |               |
| Frederico Menezes de Moura Sobrinho Ferreira                | PL           | 11.804 |               |
| Eduardo Knauer da Mota                                      | PSB          | 11.786 |               |
| Maria Aparecida Pedrosa Bezerra (Cida Pedrosa)              | PCdoB        | 11.364 |               |
| Flávia Renata Queiroz do Nascimento (Flávia de Nadegi)      | PV           | 11.278 |               |
| José Lourenço de Sobral Neto (Zé Neto)                      | PSB          | 11.027 |               |
| Thiago Medina Duarte                                        | PL           | 10.540 |               |
| Luiz Eustáquio Ramos Neto                                   | PSB          | 10.474 |               |
| Cleto Correia Lima Júnior (Júnior de Cleto)                 | PSB          | 9.922  |               |
| Hélio Batista de Oliveira (Hélio Guabiraba)                 | PSB          | 9.793  |               |
| Fabiano Ferraz                                              | MDB          | 9.778  |               |
| José Wilton de Brito Cavalcanti                             | PSB          | 9.496  |               |
| Paulo Sergio Moreira Muniz Filho                            | PL           | 9.395  |               |
| Karina da Silva Santos                                      | PT           | 9.321  |               |
| Alcides Teixeira Neto                                       | Avante       | 8.909  |               |
| Ana Lúcia do Rego Ferreira (Professora Ana Lúcia)           | Republicanos | 8.592  |               |
| Rodrigo Bezerra Coutinho de Melo                            | Republicanos | 8.317  |               |
| Inaldo Gerson Pereira Freires (Júnior Bocão)                | PSD          | 7.985  |               |
| Felipe Espíndola Alecrim                                    | Novo         | 7.901  |               |
| Maria Joselita Pereira Cavalcanti (Jô Cavalcanti)           | PSOL         | 7.619  |               |
| Alef Cleiton Aguiar Gonçalves (Alef Collins)                | PP           | 7.131  |               |
| Tadeu Henrique Pimentel Calheiros                           | MDB          | 6.916  |               |
| Eduardo Ramos de Moura                                      | Novo         | 5.283  |               |
| Gilberto Dario de Melo Alves                                | PRD          | 4.985  |               |

#### Por partido
| Partido                    | Número de Vereadores |
| -------------------------- | -------------------- |
| PSB                        | 15                   |
| FE Brasil (PT, PCdoB e PV) | 5                    |
| PL                         | 4                    |
| MDB                        | 3                    |
| Novo                       | 2                    |
| PSD                        | 2                    |
| Republicanos               | 2                    |
| PP                         | 1                    |
| Federação PSOL Rede        | 1                    |
| PRD                        | 1                    |
| Avante                     | 1                    |

## Legislatura (2021-2024)

### Vereadores
| Nome                                                            | Partido                    | Votos  | Observações               |
| --------------------------------------------------------------- | -------------------------- | ------ | ------------------------- |
| Aderaldo de Oliveira Florêncio (Aderaldo Pinto)                 | PSB                        | 10.062 |                           |
| Alcides José de Albuquerque Cardoso                             | PL                         | 4.019  | Eleito pelo DEM           |
| Alcides Teixeira Neto                                           | Avante                     | 8.379  | Eleito pelo PSB           |
| Almir Fernando Alves                                            | PSB                        | 7.304  | Eleito pelo PCdoB         |
| Andreza Bandeira Ferreira de Oliveira Melo (Andreza Romero)     | PSB                        | 13.249 | Eleita pelo PP            |
| Carlos Eduardo Muniz Pacheco                                    | PSB                        | 8.586  |                           |
| Francisco Ferreira da Silva Filho (Chico Kiko)                  | PSB                        | 9.194  | Eleito pelo PP            |
| Maria Aparecida Pedrosa Bezerra (Cida Pedrosa)                  | FÉ Brasil - PCdoB          | 3.697  |                           |
| Danielle Gondim Portela (Dani Portela)                          | Federação PSOL REDE - PSOL | 14.114 |                           |
| Davi Bernardo Muniz                                             | PSD                        | 10.498 | Eleito pelo PSB           |
| Dilson Batista de Albuquerque                                   | Avante                     | 4.404  |                           |
| Josuel Varela de Oliveira (Doduel Varela)                       | PSD                        | 2.302  | Eleito pelo PSL           |
| Tadeu Henrique Pimentel Calheiros (Doutor Tadeu Calheiros)      | MDB                        | 5.610  | Eleito pelo PODE          |
| Eduardo Amorim Marques da Cunha                                 | PSB                        | 7.706  |                           |
| Rafael Acioli Medeiros (Eriberto Rafael)                        | PSB                        | 11.938 | Eleito pelo PP            |
| Fabiano Ferraz                                                  | Avante                     | 5.276  |                           |
| Felipe Espindola Alecrim                                        | NOVO                       | 4.681  | Eleito pelo PSC           |
| Luiz Felipe Câmara de Oliveira Pontes (Felipe Francismar)       | PSB                        | 10.037 |                           |
| Frederico Menezes de Moura Sobrinho Ferreira                    | PL                         | 8.407  | Eleito pelo PSC           |
| Hélio Batista de Oliveira (Hélio Guabiraba)                     | PSB                        | 10.393 |                           |
| Ivan Vasconcelos de Moraes Filho                                | Federação PSOL REDE - PSOL | 6.319  |                           |
| Joselito Ferreira da Silva                                      | PSB                        | 7.429  |                           |
| Inaldo Gerson Pereira Freires (Júnior Bocão)                    | PSB                        | 6.256  | Eleito pelo Cidadania     |
| Liana Cristina da Costa Cirne Lins                              | FÉ Brasil - PT             | 6.819  |                           |
| Luís Eustáquio Ramos Neto                                       | PSB                        | 7.889  |                           |
| Marco Aurélio de Medeiros Lima II (Marco Aurélio Filho)         | FÉ Brasil - PV             | 5.810  | Eleito pelo PRTB          |
| Daize Michele de Aguiar Gonçalves (Missionária Michele Collins) | PP                         | 6.823  |                           |
| Natália Rayane Couto Barbosa (Natália de Menudo)                | PSB                        | 8.424  |                           |
| Osmar Ricardo Cabral Barreto                                    | FÉ Brasil - PT             | 5.838  |                           |
| José Ivanildo de Moura Júnior (Pastor Júnior Tércio)            | PP                         | 12.207 | Eleito pelo PODE          |
| Paulo Sérgio Moreira Muniz Filho                                | PL                         | 5.908  | Eleito pelo Solidariedade |
| Ana Lúcia do Rêgo Ferreira (Professora Ana Lúcia)               | Republicanos               | 7.901  |                           |
| Jairo Xavier de Brito (Professor Jairo Brito)                   | FÉ Brasil - PT             | 6.635  |                           |
| Paulo Renato Antunes Guimarães                                  | PL                         | 8.104  | Eleito pelo PSC           |
| Rodrigo Bezerra Coutinho de Melo                                | Republicanos               | 8.359  | Eleito pelo Solidariedade |
| Romero Jatobá Cavalcanti Neto (Romerinho Jatobá)                | PSB                        | 11.500 |                           |
| Samuel Rodrigues dos Santos Salazar                             | MDB                        | 9.188  |                           |
| José Wilton de Brito Cavalcanti                                 | PSB                        | 7.539  |                           |
| José Lourenço de Sobral Neto (Zé Neto)                          | PSB                        | 3.278  | Eleito pelo PROS          |

#### Por partido
| Partido                        | Número de Vereadores |
| ------------------------------ | -------------------- |
| PSB - 16                       | 16                   |
| FE Brasil (PT, PCdoB e PV) - 5 | 5                    |
| PL - 4                         | 4                    |
| Avante - 3                     | 3                    |
| PP - 2                         | 2                    |
| Federação PSOL REDE            | 2                    |
| PSD                            | 2                    |
| PP                             | 2                    |
| Republicanos                   | 2                    |
| MDB                            | 2                    |
| NOVO                           | 1                    |

## Legislatura (2017-2020)

### Vereadores
| Nome                                                            | Partido      | Votos  | Observações                                                                                        |
| --------------------------------------------------------------- | ------------ | ------ | -------------------------------------------------------------------------------------------------- |
| Aderaldo de Oliveira Florêncio (Aderaldo Pinto)                 | PSB          | 12.767 | |
| Aerto de Brito Luna                                             | PSB          | 5.216  | Eleito pelo PRP                                                                                    |
| Aimee Silva de Carvalho (Irmã Aimee)                            | PSB          | 14.338 | |
| Alcides Teixeira Neto                                           | PSB          | 6.025  | Eleito pelo PRTB                                                                                   |
| Aline Brito Martins da Fonseca (Aline Mariano)                  | PP           | 10.139 | Eleita pelo PMDB                                                                                   |
| Almir Fernando Alves                                            | PCdoB        | 6.852  | |
| Amaro Cipriano de Lima (Maguari)                                | PSB          | 8.366  | |
| Ana Lúcia do Rego Ferreira (Prof. Ana Lúcia)                    | Republicanos | 9.538  | Eleita pelo PRB                                                                                    |
| André Regis de Carvalho                                         | PSDB         | 8.702  | |
| Antonio Luís da Silva Neto                                      | PTB          | 9.796  | |
| Augusto José Carreras Cavalcanti de Albuquerque                 | PSB          | 9.162  | |
| Benjamim Gonçalves da Silva Junior (Benjamim da Saúde)          | PSB          | 3.772  | Eleito pelo PEN                                                                                    |
| Carlos Alberto Gueiros                                          | PSB          | 8.291  | Falecido em Novembro de 2019, sendo substituído pelo suplente Luiz Eustáquio (PSB)                 |
| Daize Michele de Aguiar Gonçalves (Missionária Michele Collins) | PP           | 15.357 | |
| Francisco Ferreira da Silva Filho (Chico Kiko)                  | PP           | 7.079  | |
| Davi Bernardo Muniz                                             | PSB          | 11.693 | Eleito pelo PEN                                                                                    |
| Eduardo Amorim Marques da Cunha                                 | PSB          | 10.177 | |
| Luiz Felipe Câmara de Oliveira Pontes (Felipe Francismar)       | PSB          | 12.183 | |
| Frederico Menezes de Moura Sobrinho (Fred Ferreira)             | PSC          | 14.277 | |
| Gilberto Dario de Melo Alves                                    | PSD          | 5.390  | |
| Helio Batista de Oliveira (Helio Guabiraba)                     | Sem Partido  | 4.836  | Eleito pelo PRTB                                                                                   |
| Inaldo Gerson Pereira Freires (Júnior Bocão)                    | PSDB         | 5.063  | |
| Ivan Vasconcellos de Moraes Filho                               | PSOL         | 5.203  | |
| Jadeval Manoel de Lima                                          | PDT          | 8.731  | renunciou ao assumir como Deputado Estadual, sendo substituído pelo suplente Eduardo Chera (PSB)   |
| Jairo Xavier Brito (Professor Jairo Brito)                      | PT           | 7.229  | |
| Jayme Jemil Asfora Filho                                        | MDB          | 8.657  | Eleito pelo PMDB                                                                                   |
| Marco Aurélio de Medeiros Lima (Marco Aurélio Meu Amigo)        | PRTB         | 7.664  | renunciou ao assumir como Deputado Estadual, sendo substituído pelo suplente Samuel Salazar (MDB)  |
| Marcos Antonio Gomes da Silva (Marcos Di Bria)                  | PSB          | 7.355  | Eleito pelo PSDC                                                                                   |
| Marília Valença Rocha Arraes de Alencar                         | PT           | 11.872 | renunciou ao assumir como Deputada Federal, sendo substituída pelo suplente João da Costa (PT)     |
| Natalia Rayane Couto Barbosa (Natalia de Menudo)                | PSB          | 10.277 | |
| Paulo Renato Antunes Guimarães                                  | PSC          | 4.261  | |
| Rafael Acioli Medeiros (Eriberto Rafael)                        | PTC          | 6.158  | |
| Ricardo Jorge da Cruz                                           | CIDA         | 4.547  | Eleito pelo PPS                                                                                    |
| Rinaldo Alves de Lima Júnior                                    | PSB          | 8.604  | Eleito pelo PRB                                                                                    |
| Rodrigo Bezerra Coutinho de Melo                                | SDD          | 4.300  | |
| Rogério Lima de Lucca (Doutor Rogério de Lucca)                 | PSL          | 5.093  | |
| Romero Jatobá Cavalcanti Neto (Romerinho Jatobá)                | PROS         | 9.088  | |
| Romero Lima Bezerra de Albuquerque                              | PP           | 5.613  | renunciou ao assumir como Deputado Estadual, sendo substituído pelo suplente Wilton Brito (PP)     |
| Wanderson Sobral Florêncio                                      | PSC          | 8.701  | renunciou ao assumir como Deputado Estadual, sendo substituído pela suplente Goretti Queiroz (PSC) |

#### Suplentes
| Nome                                     | Partido                  | Vereador                |
| ---------------------------------------- | ------------------------ | ----------------------- |
| Eduardo Pereira da Silva (Eduardo Chera) | PSB (anteriormente PSC)  | Jadeval de Lima         |
| Samuel Rodrigues dos Santos Salazar      | MDB (anteriormente PRTB) | Marco Aurélio Meu Amigo |
| João da Costa Bezerra Filho              | PT                       | Marília Arraes          |
| José Wilton de Brito Cavalcanti          | PP                       | Romero Albuquerque      |
| Maria Goretti Cordeiro de Queiroz        | PSB (anteriormente PSC)  | Wanderson Florêncio     |
| Luiz Eustáquio Ramos Neto                | PSB                      | Carlos Gueiros          |

#### Por Partido
| PSB - 16                                   | PP - 4           | PSC - 2       | MDB - 2   |
| PT - 2                                     | PSDB - 2         | Cidadania - 1 | PCdoB - 1 |
| PTC - 1                                    | PSL - 1          | PTB - 1       | PROS - 1  |
| SDD - 1                                    | Republicanos - 1 | PSOL - 1      | PSD - 1   |
| Sem Partido - 1                            |                  |               |           |
| 16 partidos representados e 1 Independente |                  |               |           |

### Mesa Diretora (2019/2020)
| Cargo                     | Nome                   |
| ------------------------- | ---------------------- |
| Presidente                | Eduardo Marques        |
| Primeira Vice-Presidência | Carlos Gueiros         |
| Segunda Vice-Presidência  | Chico Kiko             |
| Terceira Vice-Presidência | Fred Ferreira          |
| Primeira-Secretaria       | Romerinho Jatobá       |
| Segunda-Secretaria        | Hélio Guabiraba        |
| Terceira-Secretaria       | Rinaldo Júnior         |
| Suplência de Secretaria   | Marcos Di Bria Maguari |

### Mesa Diretora (2017/2018)
| Cargo                     | Nome                            |
| ------------------------- | ------------------------------- |
| Presidente                | Eduardo Marques                 |
| Primeira Vice-Presidência | Carlos Gueiros                  |
| Segunda Vice-Presidência  | Fred Ferreira                   |
| Terceira Vice-Presidência | Chico Kiko                      |
| Primeira-Secretaria       | Marco Aurélio Meu Amigo         |
| Segunda-Secretaria        | Marcos Di Bria                  |
| Terceira-Secretaria       | Prof. Jairo Britto              |
| Suplência de Secretaria   | Aderaldo Pinto Romerinho Jatobá |

## Legislatura (2013-2016)

### Vereadores
| Nome                                                            | Partido | Votos  | Observações                               |
| --------------------------------------------------------------- | ------- | ------ | ----------------------------------------- |
| Aderaldo de Oliveira Florêncio (Aderaldo Pinto)                 | PRTB    | 5.203  |                                           |
| Aerto de Brito Luna                                             | PRP     | 4.746  |                                           |
| Alfredo José de Santana Filho                                   | PRB     | 7.854  |                                           |
| Aline Brito Martins da Fonseca (Aline Mariano)                  | PSDB    | 6.948  |                                           |
| Almir Fernando Alves                                            | PCdoB   | 8.522  |                                           |
| André Ferreira Rodrigues                                        | PMDB    | 15.774 | eleito Deputado Estadual em 2014          |
| André Regis de Carvalho                                         | PSDB    | 7.273  |                                           |
| Antonio Luís da Silva Neto                                      | PTB     | 13.833 |                                           |
| Augusto José Carreras Cavalcanti de Albuquerque                 | PV      | 8.376  |                                           |
| Carlos Alberto Gueiros                                          | PTB     | 8.949  |                                           |
| Davi Bernardo Muniz                                             | PHS     | 4.739  |                                           |
| Rogério Lima de Lucca (Doutor Rogério de Lucca)                 | PSL     | 7.597  |                                           |
| Edmar de Oliveira e Silva                                       | PHS     | 5.352  |                                           |
| Eduardo Amorim Marques da Cunha                                 | PTB     | 8.234  |                                           |
| Eduardo Pereira da Silva (Eduardo Chera)                        | PTN     | 4.205  |                                           |
| José Erivaldo da Silva (Eri)                                    | PTC     | 4.902  |                                           |
| Rafael Acioli Medeiros (Eriberto Rafael)                        | PTC     | 7.952  |                                           |
| Estefano Barbosa dos Santos (Estefano Menudo)                   | PSB     | 12.012 |                                           |
| Eurico Freire da Silva Júnior                                   | PV      | 5.733  |                                           |
| Luiz Felipe Câmara de Oliveira Pontes (Felipe Francismar)       | PSB     | 9.788  |                                           |
| Gilberto Dario de Melo Alves                                    | PTN     | 6.015  |                                           |
| Henrique José Leite de Melo                                     | PT      | 7.271  |                                           |
| Aimee Silva de Carvalho (Irmã Aimee)                            | PSB     | 9.916  |                                           |
| Isabella Menezes de Roldão Fiorenzano                           | PDT     | 8.480  |                                           |
| Jadeval Manoel de Lima                                          | PTN     | 5.784  |                                           |
| Jurandir Pereira Liberal                                        | PT      | 9.113  |                                           |
| Luís Eustáquio Ramos Neto                                       | PT      | 9.928  |                                           |
| Amaro Cipriano de Lima (Maguari)                                | PSB     | 10.806 |                                           |
| Marco Aurélio de Medeiros Lima (Marco Aurélio Meu Amigo)        | PTC     | 5.999  |                                           |
| Marcos Antonio Gomes da Silva (Marcos Di Bria)                  | PT do B | 5.350  |                                           |
| Marília Valença Rocha Arraes de Alencar                         | PSB     | 8.481  |                                           |
| Daize Michele de Aguiar Gonçalves (Missionária Michele Collins) | PP      | 10.589 |                                           |
| Osmar Ricardo Cabral Barreto                                    | PT      | 8.714  |                                           |
| Priscila Krause Branco                                          | DEM     | 13.386 | eleita Deputada Estadual em 2014          |
| Jairo Xavier Brito (Professor Jairo Brito)                      | PT      | 11.233 |                                           |
| Raul Belens Jungmann Pinto                                      | PPS     | 11.873 | assumiu suplência de Dep. Federal em 2015 |
| Rodrigo Costa Vidal Rangel                                      | PDT     | 5.441  |                                           |
| Vicente Manoel Leite André Gomes                                | PSB     | 7.823  |                                           |
| José Wilton de Brito Cavalcanti                                 | PHS     | 4.518  |                                           |

#### Suplentes
| Nome                                             | Partido | Vereador         |
| ------------------------------------------------ | ------- | ---------------- |
| Marevaldo Malta Cabral (Maré Malta)              | PSD     | André Ferreira   |
| Jayme Jemil Asfora Filho                         | PMDB    | Marília Arraes   |
| Romero Jatobá Cavalcanti Neto (Romerinho Jatobá) | PDT     | Rodrigo Vidal    |
| Dra. Vera Lúcia Lopes Vieira                     | PPS     | Raul Jungmann    |
| Romildo José Ferreira Gomes Neto                 | PSD     | Jayme Asfora     |
| Marcos Antônio de Sousa Menezes                  | DEM     | Priscila Krause  |
| Wanderson Sobral Florêncio                       | PSDB    | Aline Mariano    |
| Josemi Simões da Silva                           | PR      | Romerinho Jatobá |

#### Por partido
| PSB - 6   | PT - 5   | PHS - 3  | PTB - 3     | PTC - 3                   |
| PTN - 3   | PDT - 2  | PSDB - 2 | PV - 2      | DEM - 1                   |
| PCdoB - 1 | PMDB - 1 | PP - 1   | PPS - 1     | PRB - 1                   |
| PRP - 1   | PRTB - 1 | PSL - 1  | PT do B - 1 | 19 partidos representados |

### Mesa Diretora (biênio 2015/2016)
| Cargo                     | Nome                             |
| ------------------------- | -------------------------------- |
| Presidência               | Vicente André Gomes              |
| Primeira Vice-Presidência | Eduardo Marques                  |
| Segunda Vice-Presidência  | Henrique Leite                   |
| Terceira Vice-Presidência | Edmar de Oliveira                |
| Primeira-Secretaria       | Augusto Carreras                 |
| Segunda-Secretaria        | Eriberto Rafael                  |
| Terceira-Secretaria       | Aline Mariano                    |
| Suplência de Secretaria   | Aderaldo Pinto Felipe Francismar |

### Mesa Diretora (biênio 2013/2014)
| Cargo                     | Nome                          |
| ------------------------- | ----------------------------- |
| Presidência               | Vicente André Gomes           |
| Primeira Vice-Presidência | Eduardo Marques               |
| Segunda Vice-Presidência  | Luiz Eustáquio                |
| Terceira Vice-Presidência | Edmar de Oliveira             |
| Primeira-Secretaria       | Augusto Carreras              |
| Segunda-Secretaria        | Jadeval de Lima               |
| Terceira-Secretaria       | Eriberto Rafael               |
| Suplência de Secretaria   | Marcos di Bria André Ferreira |

## Legislatura (2009-2012)

### Vereadores
| Nome                                            | Partido | Votos  | Observações                      |
| ----------------------------------------------- | ------- | ------ | -------------------------------- |
| Aerto de Brito Luna                             | PRP     | 4.463  |                                  |
| Alexandre Aroucha Lacerda                       | PTC     | 3.870  |                                  |
| Alfredo José de Santana                         | PRB     | 7.030  |                                  |
| Aline Brito Martins da Fonseca Mariano          | PSDB    | 5.905  |                                  |
| André Ferreira Rodrigues                        | PMDB    | 15.117 |                                  |
| Antonio Luís da Silva Neto                      | PTB     | 12.364 |                                  |
| José Augusto Cavalcanti de Albuquerque Carreras | PV      | 6.579  |                                  |
| Carlos Alberto Gueiros                          | PTB     | 10.583 |                                  |
| Daniel Pires Coelho                             | PV      | 7.587  | eleito Deputado Estadual em 2010 |
| Edmar de Oliveira e Silva                       | PHS     | 5.821  |                                  |
| Eduardo da Cunha Marques Amorim                 | PTB     | 10.406 |                                  |
| José Erivaldo da Silva                          | PTC     | 3.421  |                                  |
| Francismar Mendes Pontes                        | PTB     | 11.057 | eleito Deputado Estadual em 2010 |
| Gilberto Dario de Melo Alves                    | PTN     | 6.630  |                                  |
| Gilvan Cavalcanti da Silva                      | PMN     | 6.371  |                                  |
| Gustavo Vasconcelos Negromonte                  | PMDB    | 7.150  | eleito Deputado Estadual em 2010 |
| Inácio de Barros Melo Neto                      | PTN     | 5.311  |                                  |
| Jadeval Manuel de Lima                          | PTN     | 4.357  |                                  |
| Jairo Xavier Brito                              | PHS     | 5.472  |                                  |
| João de Andrade Arraes                          | PSB     | 7.334  |                                  |
| Josemir Simões da Silva                         | PHS     | 4.403  | Licenciado do cargo após 9 meses |
| Josenildo Sinésio da Silva                      | PT      | 7.370  |                                  |
| Jurandir Pereira Liberal                        | PT      | 7.280  |                                  |
| Luciano Roberto Rosas de Siqueira               | PC do B | 13.113 | eleito Deputado Estadual em 2010 |
| Luís Eustáquio Ramos Neto                       | PT      | 8.138  |                                  |
| Luís Vidal Silva                                | PSDC    | 3.788  | Falecido                         |
| Amaro Cipriano de Lima (Maguari)                | PDT     | 7.493  |                                  |
| Marcos Antônio Gomes (Marcos Di Bria)           | PTC     | 5.867  |                                  |
| Marcos Antônio de Sousa Menezes                 | DEM     | 9.322  |                                  |
| Marília Valença Rocha Arraes de Alencar         | PSB     | 9.533  |                                  |
| Estefano Barbosa dos Santos (Menudo)            | PHS     | 4.969  |                                  |
| José Múcio Magalhães de Sousa                   | PT      | 9.990  |                                  |
| Osmar Ricardo Cabral Barreto                    | PT      | 7.491  |                                  |
| Priscila Krause Branco                          | DEM     | 10.270 |                                  |
| Roberto Sérgio Ribeiro Coutinho Teixeira        | PP      | 4.054  | eleito Deputado Federal em 2010  |
| Romildo José Ferreira Gomes Filho               | DEM     | 5.687  |                                  |
| Vicente Manoel Leite André Gomes                | PC do B | 8.056  |                                  |
| Dra. Vera Lúcia Lopes Vieira                    | PPS     | 5.441  | assumiu após decisão do TSE      |

#### Suplentes
| Nome                                            | Partido | Vereador           |
| ----------------------------------------------- | ------- | ------------------ |
| Alfredo Mariano de Brito                        | PSDC    | Luís Vidal         |
| Ricardo Sérgio de Magalhães Melo                | PTC     | Roberto Teixeira   |
| Rogério Lima de Lucca (Doutor Rogério de Lucca) | PSL     | Francismar Pontes  |
| Marevaldo Malta Cabral (Maré Malta)             | PPS     | Daniel Coelho      |
| Liberato Pereira da Costa Júnior                | PMDB    | Gustavo Negromonte |
| Almir Fernando Alves                            | PCdoB   | Luciano Siqueira   |
| Dra. Vera Lúcia Lopes Vieira                    | PPS     | Josemir Simões     |

#### Por partido
| PT - 5   | PTB - 4   | PHS - 4 | DEM - 3 | PTN - 3  | PTC - 3                   |
| PMDB - 2 | PCdoB - 2 | PSB - 2 | PV - 2  | PDT - 1  | PRB - 1                   |
| PMN - 1  | PSDB - 1  | PRP - 1 | PP - 1  | PSDC - 1 | 17 partidos representados |

### Mesa Diretora (biênio 2009/2010)
| Cargo                     | Nome                             |
| ------------------------- | -------------------------------- |
| Presidência               | Múcio Magalhães                  |
| Primeira Vice-Presidência | Francismar Pontes                |
| Segunda Vice-Presidência  | Edmar de Oliveira                |
| Terceira Vice-Presidência | Romildo Gomes                    |
| Primeira-Secretaria       | Augusto Carreras                 |
| Segunda-Secretaria        | Gilberto Alves                   |
| Terceira-Secretaria       | Alexandre Lacerda                |
| Suplência de Secretaria   | André Ferreira Gilvan Cavalcanti |

### Mesa Diretora (biênio 2011/2012)
| Cargo                     | Nome                         |
| ------------------------- | ---------------------------- |
| Presidência               | Jurandir Liberal             |
| Primeira Vice-Presidência | Eduardo Marques              |
| Segunda Vice-Presidência  | Edmar de Oliveira            |
| Terceira Vice-Presidência | Marcos Menezes               |
| Primeira-Secretaria       | Augusto Carreras             |
| Segunda-Secretaria        | Gilberto Alves               |
| Terceira-Secretaria       | Erivaldo da Silva            |
| Suplência de Secretaria   | Gilvan Cavalcanti Aerto Luna |

## Legislatura (2005-2009)

### Vereadores
| Nome                                            | Partido | Votos  | Observações                      |
| ----------------------------------------------- | ------- | ------ | -------------------------------- |
| André Ferreira Rodrigues                        | PMDB    | 7.232  |                                  |
| Antonio Luiz da Silva Neto                      | PTB     | 9.707  |                                  |
| Augusto José Carreras Cavalcanti de Albuquerque | PV      | 5.441  |                                  |
| Carlos Alberto Gueiros                          | PTB     | 8.288  |                                  |
| Carlos Frederico Gomes Fred Oliveira            | PMN     | 4.448  |                                  |
| Daniel Pires Coelho                             | PV      | 5.289  |                                  |
| Danilo Jorge Barros Cabral                      | PSB     | 10.013 |                                  |
| Dilson de Moura Peixoto Filho                   | PT      | 15.200 |                                  |
| Eduardo Amorim Marques da Cunha                 | PTB     | 8.669  |                                  |
| Elediak Francisco Cordeiro (Cordeiro de Deus)   | PL      | 8.875  |                                  |
| Francismar Mendes Pontes                        | PTB     | 12.278 |                                  |
| Gilvan Cavalcanti da Silva                      | PSDC    | 4.432  |                                  |
| Gustavo Vasconcelos Negromonte                  | PMDB    | 7.970  |                                  |
| Henrique José Leite de Melo                     | PT      | 8.403  |                                  |
| Josenildo Sinésio da Silva                      | PT      | 6.908  |                                  |
| José Alves de Oliveira (Coronel José Alves)     | PAN     | 5.418  | eleito Deputado Estadual em 2006 |
| José Antonio da Silva                           | PSL     | 7.283  |                                  |
| José Medeiros de Oliveira (Eriberto Medeiros)   | PP      | 8.520  | eleito Deputado Estadual em 2006 |
| João Alberto de Freitas Marins                  | PSDB    | 9.219  |                                  |
| João de Andrade Arraes                          | PSB     | 8.071  |                                  |
| Jurandir Pereira Liberal                        | PT      | 8.969  |                                  |
| Liberato Pereira da Costa Junior                | PMDB    | 8.201  |                                  |
| Luciana Vieira de Azevedo                       | PT      | 14.147 |                                  |
| Luiz Helvecio de Santiago Arauto                | PT      | 7.576  |                                  |
| Luiz Vidal Silva                                | PSDC    | 4.830  |                                  |
| Marcos Antonio de Souza Menezes                 | PMDB    | 7.038  |                                  |
| Mozart Júlio Tabosa Sales                       | PT      | 8.470  |                                  |
| Osmar Ricardo Cabral Barreto                    | PT      | 9.973  |                                  |
| Pastor Valdir Facioni                           | PL      | 6.206  |                                  |
| Priscila Borges Krause Gonçalves                | PFL     | 8.376  |                                  |
| Roberto Sergio Ribeiro Coutinho Teixeira        | PP      | 4.729  |                                  |
| Romildo José Ferreira Gomes Filho               | PFL     | 7.602  |                                  |
| Severino Gabriel Beltrão                        | PP      | 3.330  |                                  |
| Severino Ramos de Santana                       | PMN     | 5.489  |                                  |
| Silvio Serafim Costa Filho                      | PMN     | 10.731 | eleito Deputado Estadual em 2006 |
| Vicente Manoel Leite André Gomes                | PCdoB   | 7.960  |                                  |

#### Suplentes
| Nome                                      | Partido | Vereador           |
| ----------------------------------------- | ------- | ------------------ |
| Gilberto Alves de Luna                    | PSB     | Dilson Peixoto     |
| Luís Eustáquio Ramos Neto                 | PT      | Danilo Cabral      |
| Luiz Carlos Cavalcanti Pires (Caio Pires) | PMN     | Silvio Costa Filho |
| Nildo Albuquerque Resende                 | PP      | Eriberto Medeiros  |
| Antônio Souza de Oliveira                 | PAN     | Coronel José Alves |
| Fernando Antonio do Nascimento            | PT      | Luciana Azevedo    |

##### Por Partido
| PT - 8   | PTB - 4 | PMDB - 4                  | PMN - 3                   |
| PP - 3   | PSB - 2 | PFL - 2                   | PCdoB - 1                 |
| PL - 2   | PV - 2  | PSDC - 2                  | PSL - 1                   |
| PSDB - 1 | PAN - 1 | 14 Partidos representados | 14 Partidos representados |

### Mesa Diretora (biênio 2005/2006)
| Cargo                     | Nome                  |
| ------------------------- | --------------------- |
| Presidência               | Josenildo Sinésio     |
| Primeira Vice-Presidência | Liberato Costa Júnior |
| Segunda Vice-Presidência  | Francismar            |
| Terceira Vice-Presidência | Luiz Vidal            |
| Primeira-Secretaria       | João Arraes           |
| Segunda-Secretaria        | Augusto Carreras      |
| Terceira-Secretaria       | Roberto Teixeira      |

### Mesa Diretora  (biênio 2007/2008)
| Cargo                     | Nome                  |
| ------------------------- | --------------------- |
| Presidência               | Josenildo Sinésio     |
| Primeira Vice-Presidência | Fred Oliveira         |
| Segunda Vice-Presidência  | Augusto Carreras      |
| Terceira Vice-Presidência | Pastor Valdir Facioni |
| Primeira-Secretaria       | João Arraes           |
| Segunda-Secretaria        | Eduardo Marques       |
| Terceira-Secretaria       | João Alberto          |